# کلین هاربورس
کلین هاربورس (انگلیسی: Clean Harbors) شرکت مدیریت پسماند آمریکایی است، که در سال ۱۹۸۰ توسط آلن مک‌کیم تأسیس شد.